# 처녀 자살 소동
《처녀 자살 소동》(영어: The Virgin Suicides)은 1999년 공개된 미국의 심리 로맨틱 드라마 영화이다. 소피아 코폴라의 첫 영화 연출작으로 그가 각본 역시 맡았으며, 제프리 유제니디스의 동명 소설이 원작이다.
1999년 5월 19일 제52회 칸 영화제에서 전 세계 최초로 상영되었으며 황금카메라상 후보에 올랐다.

## 줄거리
1970년대 중반에 미시간주 디트로이트 교외 그로스포인트에서 청소년기를 보낸 친구들이 성인이 된 후 엄격한 가톨릭교회 신자 부모를 두었던 이웃 리즈번가 다섯 자매의 일을 회고한다.

## 출연진
- 제임스 우즈
- 캐슬린 터너
- 커스틴 던스트
- 조시 하트넷
- A.J. 쿡
- 해나 R. 홀
- 첼시 스웨인
- 로버트 슈워츠먼
- 조너선 터커
- 마이클 퍼레이
- 스콧 글렌
- 대니 더비토
- 헤이든 크리스턴슨
- 지어바니 리비시

## 기타 제작진
- 라인 제작: 수잰 콜빈
- 공동 제작: 게리 마커스, 프레드 루스
- 배역: 존 버컨
- 미술: 야스나 스테퍼노빅
- 의상: 낸시 스타이너